# Droits LGBT à Sao Tomé-et-Principe
Les personnes lesbiennes, gays, bisexuelles et transgenres (LGBT) au Sao Tomé-et-Principe font face à des problèmes légaux que n'ont pas les citoyens non-LGBT.

## Législation relative à l'activité sexuelle entre personnes de même sexe
Les actes homosexuels sont décriminalisés depuis le 5 novembre 2012. 

## Mariage
Il n'existe à Sao Tomé-et-Principe aucune reconnaissance juridique des couples homosexuels, le gouvernement ne reconnaissant pas le mariage homosexuel,, ni de loi anti-discrimination protégeant les personnes LGBT.

## Protection contre les discriminations
Le Code du travail adopté en 2019 à Sao Tomé-et-Principe confère le droit à l'égalité dans l'emploi aux personnes indépendamment de leur orientation sexuelle,.
L'article 130, paragraphe 2, point d), du code pénal (2012) aggrave le crime d'homicide lorsqu'il est motivé par la haine de l'orientation sexuelle de la victime.
Les personnes LGBT+ ne disposent d'une protection étendue contre les discriminations. 

## Adoption
Les couples homosexuels ne peuvent pas adopter,. 

## Conversion de thérapie
Les conversions de thérapie ne sont pas illégales à Sao Tomé-et-Principe.

## Opinion publique
Le Ministère de l’Europe et des Affaires étrangères affirme que l'homosexualité "n’est pas tolérée socialement".